# Goodbye, Columbus
Goodbye, Columbus és una pel·lícula estatunidenca estrenada l'any 1969, dirigida per Larry Peerce a partir del recull de novel·les Goodbye, Columbus de Philip Roth.

## Argument
Neil Klugman, jove llibertari originari de classe obrera, té una gran intel·ligència, però no fa cap projecte de futur en oposició a l'establishment. Veterà de l'exèrcit, diplomat per la Universitat Rutgers, es guanya la seva vida com treballador a la biblioteca municipal. Enamorat de Brenda Patimkin, una rica estudiant del Radcliffe College de vacances d'estiu. Brenda el convida a passar alguns dies en la residència familiar per presentar-lo als seus pares preocupats per la seva diferència de classe social. Però diversos obstacles dificulten la relació dels joves, perquè Neil no està disposat a renunciar a la seva llibertat. Primerament perquè comprèn que hauria de sacrificar la seva independència treballant en l'empresa familiar per tenir un futur conforme a allò que el pare Patimkin ambiciona per un gendre en potència, de la mateixa manera que Ron, el germà de Brendra, que ha hagut d'abandonar els seus somnis d'atleta de la Universitat d'Estat del Ohio per treballar amb el seu pare. Un altre problema es presenta quan Neil descobreix que Brenda no pren mai la pastilla, arriscant-se de quedar embarassada i obligant-lo a casar-se. Seguint les indicacions de Neil, Brenda utilitza llavors un diafragma, però quan la seva mare se n'adona, ordena la seva filla a posar fi a la seva relació amb Neil. La submissió de Brenda a les exigències familiars provoca la ruptura immediata de la parella.

## Repartiment
- Richard Benjamin: Neil Klugman
- Ali MacGraw: Brenda Patimkin
- Jack Klugman: Ben Patimkin, el pare de Brenda
- Nan Martin: la Sra. Patimkin, la mare de Brenda
- Michael Meyers: Ron Patimkin, el germà de Brenda
- Lori Shelle: Julie Patimkin, la germana petita de Brenda
- Royce Wallace: Carlotta, la minyona dels Patimkim
- Kay Cummings: Doris Klugman, la cosina de Neil
- Sylvie Strause: Gladys, la tia de Neil
- Reuben Schafer: Max, l'oncle de Neil
- Anthony McGowan: el noi negre a la biblioteca
- Rey Baumel: Harry Patimkin, el germà de Ben
- Mari Gorman: Laura Simpson Sockaloe anomenada « Simp »
- Michael Nouri: Don Farber, jugador de bàsquet, ex promès de Brenda (no surt als crèdits)
- Bette Midler: una convidada a la tarda (no surt als crèdits)
- Jaclyn Smith: una convidada a la tarda (no surt als crèdits)

## Producció

### Rodatge[calcitació]
Exteriors: 
- Estat de Nova York (Comtat de Westchester): Yonkers.
- Massachusetts (Comtat de Middlesex): Cambridge.

## Rebuda
AllMovie,: « En 1969, la realització de Larry Peerce, influïda per la Nova Ona, ha suscitat moltes crítiques sobretot a causa dels primers plans alentits de la noia submergint-se en la piscina.

## Premis i nominacions[calcitació]

### Premis
- Premi Globus d'Or: Globus d'Or a la revelació femenina més prometedora a Ali MacGraw.
- Laurel Awards 1970: premi a la revelació femenina en una comèdia a Ali MacGraw.
- Writers Guild of America 1970: premi al millor guió adaptat a Arnold Schulman.

### Nominacions
- BAFTA 1970: 
  - Jack Klugman nominat pel BAFTA al millor actor secundari,
  - Ali MacGraw nominada pel BAFTA a la revelació femenina més prometedora en un paper principal,
  - Arnold Schulman nominat per BAFTA al millor guió.
- Directors Guild of America 1970: Larry Peerce nominat al premi de la millor direcció>
- Premi Globus d'Or: 
  - Nominat pel Globus d'Or a la millor pel·lícula musical o còmica,
  - Cançó Goodbye, Columbus, interpretada per The Assotiation, nominada pel Globus d'Or a la millor cançó original.
- Laurel Awards 1970: 
  - Richard Benjamin nominat al premi al millor actor en una pel·lícula dramàtica (5è lloc),
  - Richard Benjamin nominat al premi a la revelació masculina (4t lloc).
- Oscars del cinema 1970: Arnold Schulman nominat a l'Oscar al millor guió adaptat.